# New York Fashion Week

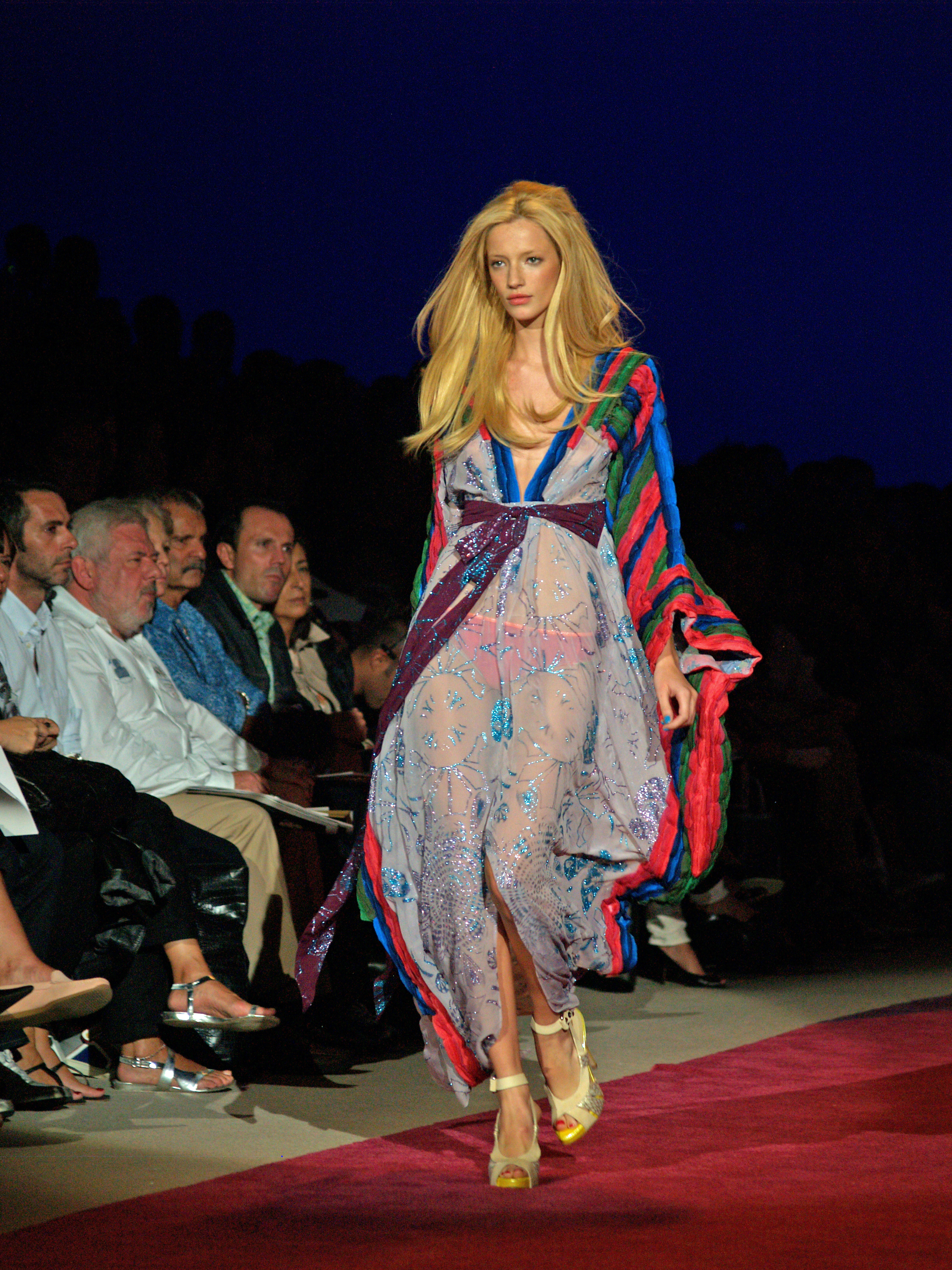
Milagros Schmoll au défilé Custo Barcelona de la New York Fashion Week de septembre 2008.

La New York Fashion Week (« semaine de la mode de New York) » est une « semaine de défilés » de prêt-à-porter féminins et masculins qui se déroule aux États-Unis sous l'égide du Conseil des créateurs de mode américains. Elle a lieu deux fois par an, en février et septembre pour les femmes, en janvier et juillet pour les hommes. Elle est, avec celles de Paris, de Londres et de Milan, l’une des quatre grandes semaines de la mode et chronologiquement elle est la première de l'année. Elle est composée de plusieurs évènements répartis dans toute la ville dont le principal a lieu au Lincoln Center.

## Genèse et évolution

### Création
Elle trouve ses origines durant la Seconde Guerre mondiale à un moment où les journalistes ne pouvant plus se rendre à Paris, Eleanor Lambert crée la « Press Week », événement destiné à regrouper créateurs et journalistes américains. Mais la fashion week dans sa forme actuelle se met en place à l'hiver 1993 sur l'impulsion de Fern Mallis (en). Elle s’impose rapidement, comme une des plus brillantes « big fours » (quatre grandes semaines de la mode). La raison est simple : l’industrie de la mode américaine (vêtements, cosmétiques, accessoires, parfums) dispose d’un marché potentiel plus vaste que celui des pays européens avec 300 millions d’habitants au niveau de vie plus élevé.
C'est le prêt-à-porter américain, tels que les marques Calvin Klein, Donna Karan, Kate Spade ou Michael Kors, qui est majoritairement représenté dans cette semaine, mais y figurent aussi les britanniques Burberry et Victoria Beckham ou la française Lacoste. Depuis 2015 des collections « homme » sont présentées également lors de la « New York Fashion Week: Men's ».
Cependant, depuis les années 2010, les présentations de prêt-à-porter dans la ville américaine tendent à perdre de leur attractivité au profit notamment de celles de la capitale française, tant il est vrai que la créativité et les moyens financiers ne sont pas toujours corrélés.

### Covid 19 et crise majeure
Ce qui menace la survie même de la manifestation new-yorkaise c’est l’arrivée dans le domaine des défilés de mode de la puissante agence de mannequins internationale IMG models. Elle commence, à la fin des années 2010, à organiser tout au long de l’année des évènements divers en rapport avec la mode et à les diffuser largement, notamment sur son site internet et ses réseaux sociaux. Elle possède trois atouts : elle a à sa disposition les mannequins les plus réputés du moment. Elle a un savoir-faire indéniable dans l’organisation de ce type d’évènements comme l’atteste le concours Miss Univers qu’elle dirige depuis qu’elle l’a racheté à Donald Trump en 2015. Et puis il y a la puissance de ses moyens de diffusion : elle a 7 millions d’abonnés à ses réseaux sociaux alors que le CFDA n’en a que 1,5 million.
En 2019, Tom Ford quitte la fashion week de Los Angeles et est élu président du CFDA (Conseil des créateurs de mode américains). Il succède à Diane von Fürstenberg et devient, comme elle l’était, responsable de la fashion week new-yorkaise. La période du covid s’avère décisive car il n'y a plus de défilé à proprement parler, plus de public notamment. En fin 2020, les marques organisent des défilés digitaux présentés en ligne, sur Runway360, la plateforme du CFDA. Mais, en février 2021, certaines d’entre elles décident de présenter leurs lignes automne-hiver 2021-2022 en dehors du calendrier officiel. C’est le cas notamment d’Oscar de la Renta, de Tommy Hilfiger, de Marc Jacobs ou de Ralph Lauren. Tom Ford lui-même déroge à la règle. Le styliste annonce, au dernier moment, le 17 février, dans un communiqué laconique, qu’il reporte son défilé de neuf jours, ce qui fait 5 jours après la fin de la manifestation. Du coup il n’y a pratiquement plus de grandes marques dans l’édition de cette fashion week. Mais les motifs de Tom Ford sont, semble-t-il, très différents de ceux des autres stylistes. Il explique, dans un live Instagram avec une journaliste du New York Times, qu’à cause de deux cas de Covid 19 dans son atelier, il a dû mettre celui-ci à l’arrêt. La situation est critique, Tom Ford déclare : « --Je pense même que l’hiver pourrait être apocalyptique ».

### La guerre des fashion weeks s’intensifie
Dans sa conversation avec la journaliste, Tom Ford dit également que, la mode ayant « besoin de flexibilité », toutes les marques américaines, enregistrées au CFDA, pourront à l’avenir défiler pendant toute l’année. Il acte donc la fin de la notion de semaine de la mode, il s’adapte aux comportements des marques qui s’en sont déjà affranchi et évite, en leur laissant un « label CFDA », qu’elles soient courtisées par IMG.
L’annonce inattendue de Tom Ford déplait à nombre de responsables et de membres du CFDA. Il va s’avérer que cet étalement des défilés qui commence à se généraliser ne fait pas l’unanimité : le public qui souhaite se rendre à la semaine de la mode new-yorkaise est pour le moins désorienté, elle n’existe pratiquement plus ; beaucoup de médias et de marques, les moins connues notamment, sont également attachées à la notion de semaine et à l’organisation, en termes de infrastructures et de médiatisation qu’elle induit. Donc, depuis la fin du Covid, le CFDA tente de faire machine arrière et pour ce faire, il essaie de regrouper les défilés de la « semaine de la mode » sur un mois. Donc une semaine d'un mois. Ainsi, il est annoncé en 2025 que « La New York Fashion Week Fall / Winter aura lieu en février 2026. La New York Fashion Week Spring / Summer aura lieu du 11 au 16 septembre 2025. »
En 2022, IMG revend le concours Miss Univers mais l’affrontement entre IMG et la fashion week officielle continue. IMG a appelé son site internet nyfw.com (nyfw pour New York Fashion Week) et sa marque « NYFW the shows ». C’est une provocation pour les responsables de la « vraie » fashion week qui dénoncent l’« escroquerie dans les médias.